# Estação Santuário Nossa Senhora de Fátima-Sumaré
A Estação Santuário Nossa Senhora de Fátima–Sumaré ou Estação Sumaré é uma das estações da Linha 2–Verde do Metrô de São Paulo. Foi inaugurada em 21 de novembro de 1998 e está localizada na Av. Dr. Arnaldo, 1470, no bairro do Sumaré, distrito de Perdizes.

## Características
Estação composta por mezanino de distribuição e plataformas laterais, situada sob o viaduto da Avenida Doutor Arnaldo sobre o vale da Avenida Paulo VI, com estruturas em concreto aparente. Possui acesso para pessoas portadoras de deficiência através de rampa e capacidade de vinte mil passageiros por hora nos horários de pico. Sua área construída é de 5 330 metros quadrados.

## Alteração de nome
Em 2005, a estação foi rebatizada como Santuário Nossa Senhora de Fátima–Sumaré, devido à proximidade com a igreja homônima.[carece de fontes?]

## Galeria de fotos

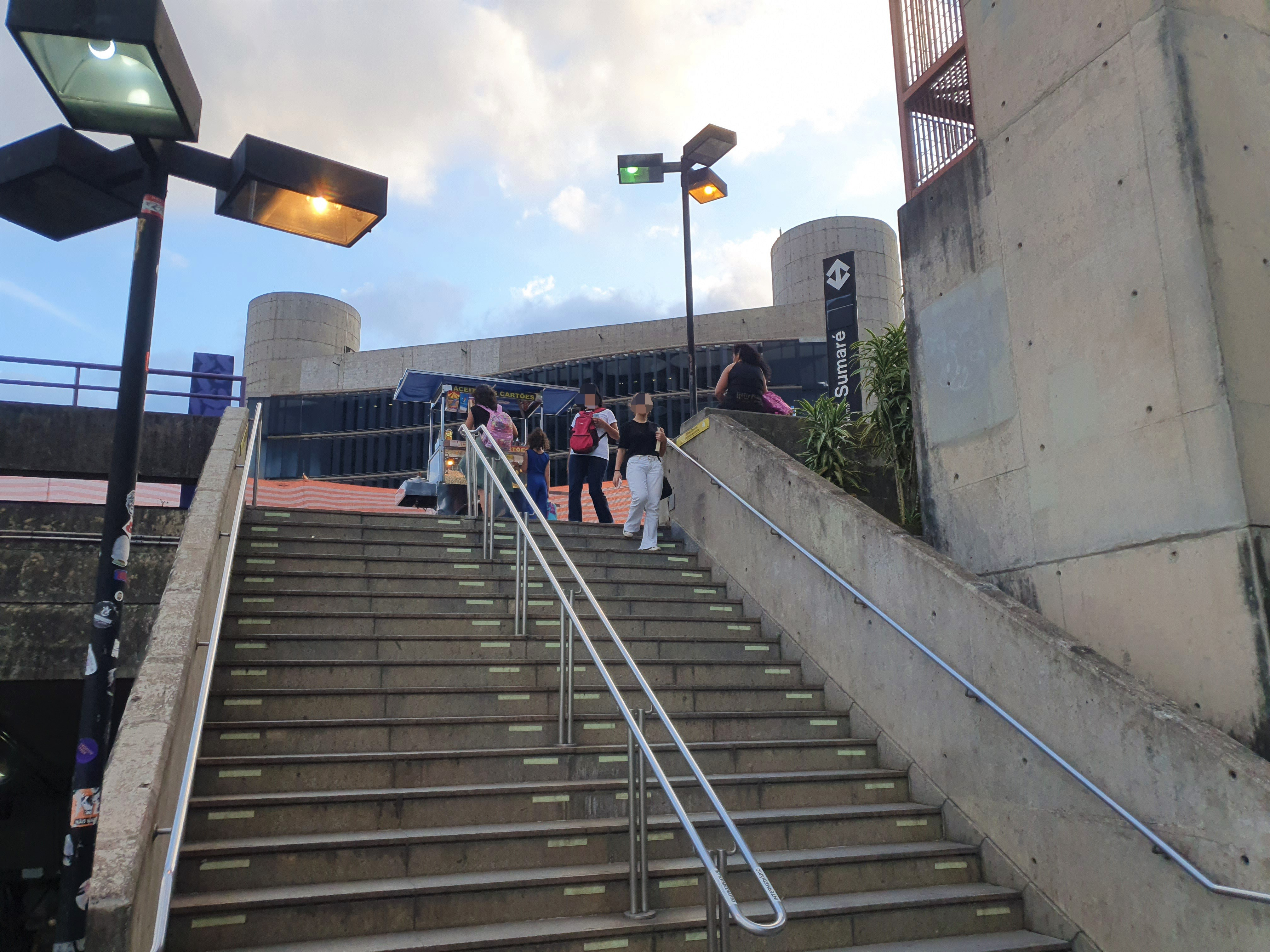
Entrada da estação do lado par da Avenida Doutor Arnaldo
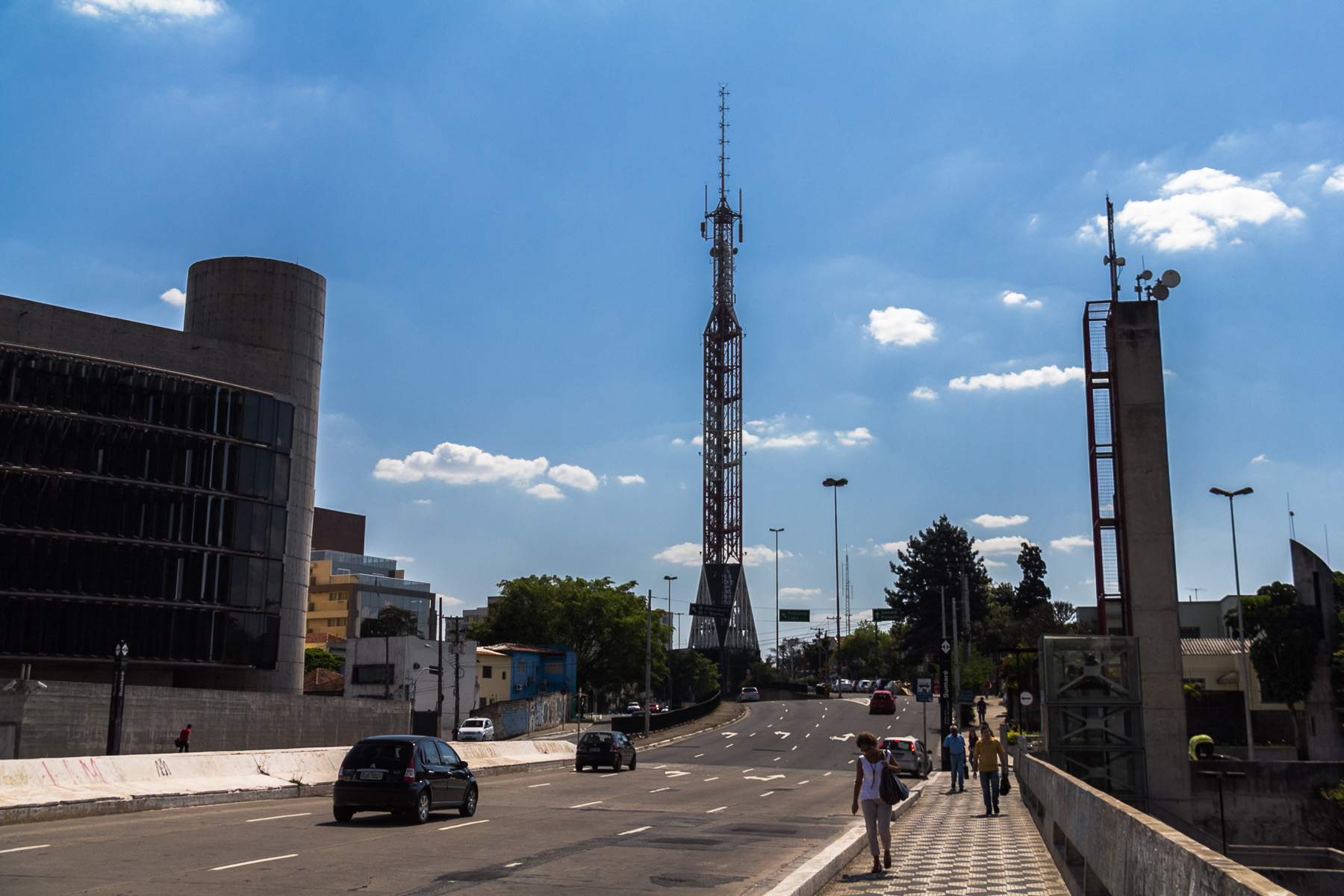
Vista da entrada da estação à direita e do Unibes Cultural à esquerda
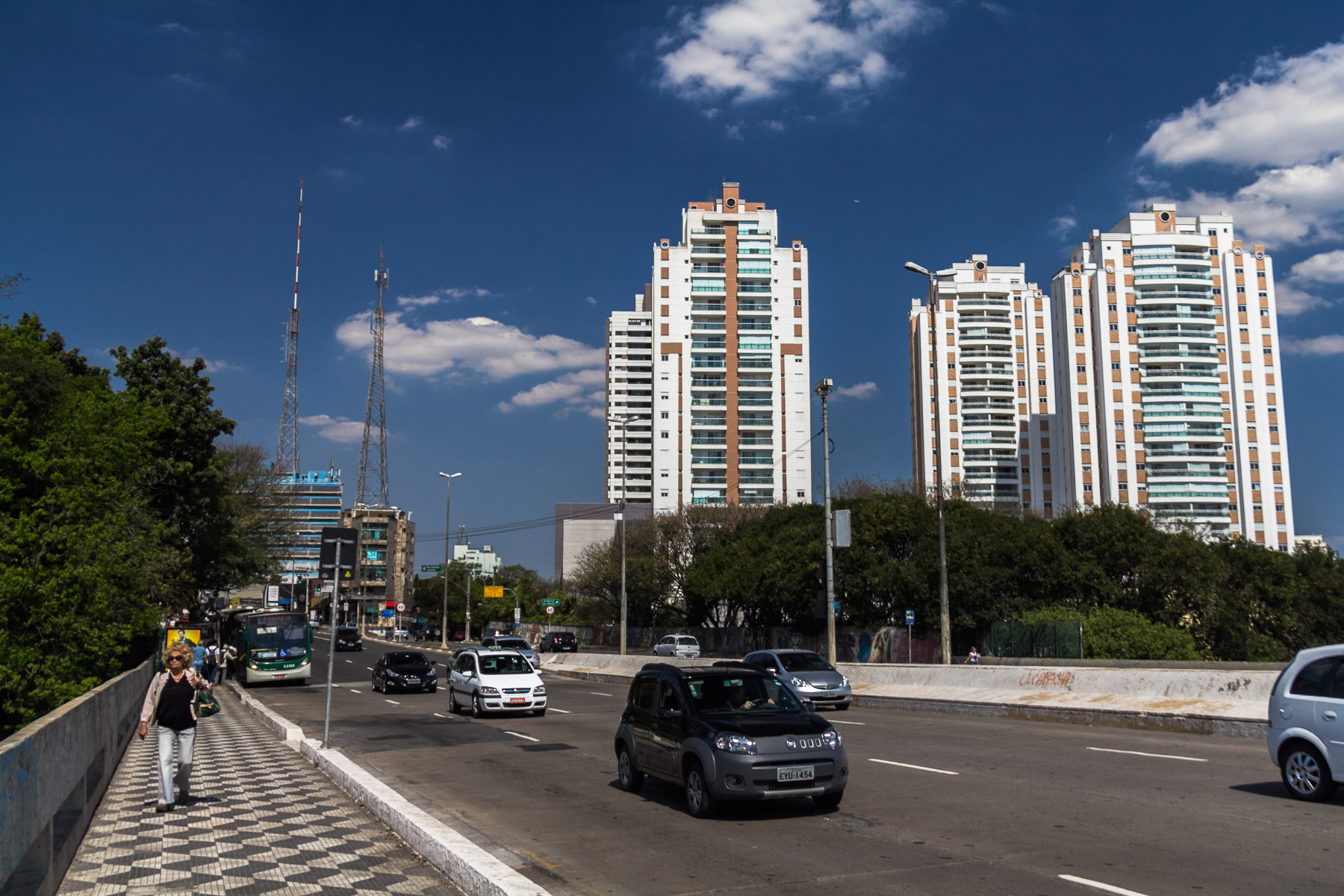
Vista das antenas na região da Avenida Paulista a partir da saída da estação

## Obras de arte
- "Estação Sumaré" (painel), Alex Flemming, impressão sobre vidro em processo industrial (1998), vidro, alumínio e tinta vinílica (44 painéis de 1,75 m x 1,25 m x 0,01 m), instalada na plataforma de estação.[4]
- "Sem Título" (escultura), Luiz Carlos Martinho da Silva (Caíto), aço corten, calandradas e soldadas (1995), chapas de aço cortenho (2,00 m x 1,60 m x 0,80 m), instalada no acesso à estação pela Rua Oscar Freire.[4]

## Tabelas
| Linha   | Terminais                     | Estações | Principais destinos                                                                          | Duração das viagens (min) | Intervalo entre trens (min) | Funcionamento                                                 |
| ------- | ----------------------------- | -------- | -------------------------------------------------------------------------------------------- | ------------------------- | --------------------------- | ------------------------------------------------------------- |
| 2 Verde | Vila Madalena ↔ Vila Prudente | 14       | Vila Madalena, Clínicas, Bela Vista, Paraíso, Vila Mariana, Cursino, Ipiranga, Vila Prudente | 28                        | 3                           | Diariamente, das 4h40 à 0h24; Sábados até a 1 hora de domingo |

| Sigla | Estação                                    | Inauguração            | Capacidade                   | Integração               | Plataformas | Posição                                                             | Notas                                      |
| ----- | ------------------------------------------ | ---------------------- | ---------------------------- | ------------------------ | ----------- | ------------------------------------------------------------------- | ------------------------------------------ |
| SUM   | Santuário Nossa Senhora de Fátima - Sumaré | 21 de novembro de 1998 | 20 mil passageiros hora/pico | Bilhete Único da SPTrans | Laterais    | Elevada e situada sobre um vale com as duas extremidades enterradas | Estação com estrutura de concreto aparente |